# 腓立比之役

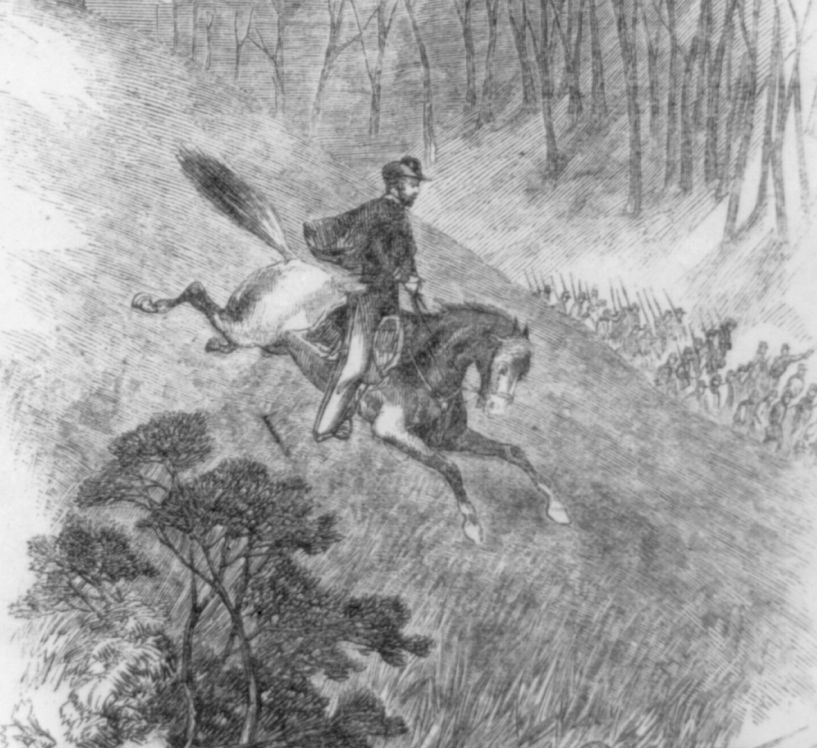
當時的報紙畫，圖片：蘭德上校在腓立比戰役中的勇敢騎行(1861)木版畫。

腓立比之役（英語：Battle of Philippi）是南北戰爭内部西維吉尼亞戰役中的第一場戰役，於1861年6月3日發生在西維吉尼亞的腓立比（當時仍屬於維吉尼亞），但歷史學者認為這只是一場小衝突。北軍人數為3000人，南軍則有800人。南军受训相当不足，几乎未作抵抗就逃离战场，故北军戏称此次战役为“腓立比赛跑”。

## 戰事
乔治·B·麦克莱伦在桑特堡戰役後重新加入了辛辛那堤軍隊，他希望透過進攻維吉尼亞的西部，再向里奇蒙推進，儘快結束戰事。於是麥克萊倫的部下率3000人分兩路向維吉尼亞進攻。6月前，其中一支1600人的軍隊攻克了格拉夫頓，另一支1400人的軍隊則攻佔了韋伯斯特。
到了6月3日，兩支軍隊向腓立比進攻，遇到南軍的反抗，但南軍只有800人。北軍軍官希望利用突擊的方式去打擊對手，而未受訓練的南軍就因為下雨而躲在帳篷中。 這時，一名南方婦女看到北軍的企圖，就要兒子去警告南軍，但兒子被逮，婦女就用手槍射擊敵人，雖然射失了，但戰役因而開始。
北軍首先開砲，驚醒了南軍，北軍繼續開火，南軍則一個個的逃走，於是腓立比賽跑開始，北軍進城，但仍趕不上逃跑的南軍，不過腓立比已落在北軍手中。

## 戰事結束
北軍傷亡4人，南軍26人傷亡。